# Apolinario Larraga

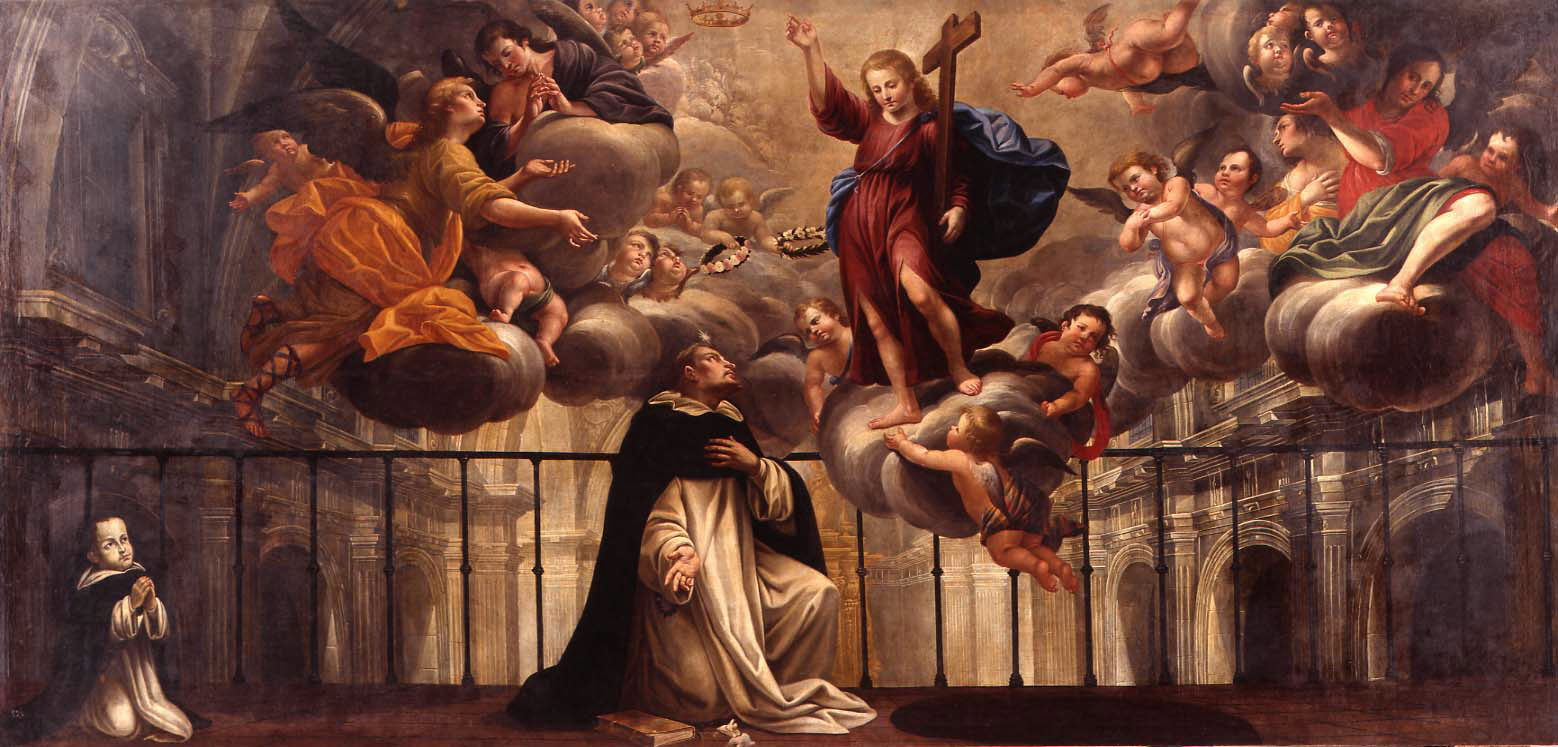
Cristo anuncia la muerte a santo Domingo de Guzmán, 1691. Óleo sobre lienzo, 224,5 x 472,4 cm. Valencia, Museo de Bellas Artes de Valencia

Apolinario Larraga o Raga (Valencia, c. 1660-1728) fue un pintor tardobarroco español que trabajó tanto al óleo como al fresco, aunque de sus pinturas en esta técnica nada se ha conservado.

## Biografía y obra
Según Marcos Antonio Orellana, Larraga habría nacido en Valencia y estudiado con Pedro Orrente, afirmación, al menos esta última, que debe descartarse por razones cronológicas. La primera noticia documentada de su biografía es de 1691. En este año Larraga y el también pintor Francisco Ribera, «habitadors de Valencia», presentaron una traza para la decoración al fresco del presbiterio de la iglesia de San Nicolás de Valencia. Aunque por los patronos del templo se les rechazó la traza, por no ajustarse al plan que para la decoración del presbiterio habían concebido, se les pagaron treinta libras por ella y por la pintura que ya tenían hecha y terminada de un san Pedro mártir de Verona en la bóveda de la sacristía. La ausencia en Valencia de cualquier otra noticia previa y el dominio de la técnica de la pintura al fresco que revela dicha información, llevan a Víctor Marco a sospechar que su formación tuviese lugar fuera del reino de Valencia. El mismo año recibió el encargo de pintar dos grandes lienzos para la capilla del Cristo de la Luz del convento de Santo Domingo de Valencia: la Aparición de la Virgen del Rosario a Santo Domingo y Cristo anuncia la muerte a santo Domingo de Guzmán, lienzos que tras la desamortización del convento pasaron al Museo de Bellas Artes.
Con este convento tuvo una vinculación particularmente estrecha y, especialmente en la década de 1710, son numerosos los encargos que recibió, según la información trasmitida por José Teixidor y Trilles, dominico, autor de una historia cronológica del convento. Lo que se conserva de todo ello (en el Museo de Bellas Artes de Valencia) son algunos de los retratos de venerables dominicos en formato oval que pintó para la capilla de San Luis Beltrán. De la misma década son otros dos retratos mencionados por Orellana: el dibujo para el grabado de Hipólito Rovira del venerable dominico fray Domingo Anadón, incluido en su biografía escrita por el padre Serafín Tomás Miguel, y el de la agustina descalza Margarita del Espíritu Santo.
Hay noticias también de trabajos perdidos para el cabildo catedralicio (restauración de una pintura de la Inmaculada y pinturas del monumento de Jueves Santo, estas muy celebradas) y para los conventos de San Francisco y de Santa Ana, siempre en Valencia.
Fue padre de José Larraga, un muy mediocre pintor, según lo calificó José Teixidor y Trilles, con obra en el convento de Santo Domingo de Valencia. No se conserva ninguna de las obras que le atribuyen las fuentes antiguas.